# AusbildungsOffensive-Bayern
Die AusbildungsOffensive-Bayern ist eine Jugendkampagne von bayme (Verband der Bayerischen Metall- und Elektro-Industrie - VBM). Seit 2001 richten sich die Arbeitgeberverbände mit dieser Initiative an Jugendliche im Alter von 12 bis 18 Jahren sowie an Eltern und Lehrkräfte.

## Kommunikationsziel
Ziel ist es, Schülern in den Abschluss- und Vorabschlussjahrgängen bei deren beruflicher Orientierung zu beraten und auf das Ausbildungsangebot und die dualen Studienmöglichkeiten in der bayerischen Metall- und Elektroindustrie aufmerksam zu machen. Die AusbildungsOffensive-Bayern unterstützt damit die Unternehmen der bayerischen Metall- und Elektroindustrie bei der Fachkräftesicherung.

## Kommunikationskanal „Info-Team“
Neben Druckwerken und online-Informationen haben besonders die „Info-Teams“ eine tragende Rolle in der Kommunikationsstrategie der AusbildungsOffensive-Bayern. In den Grundzügen handelt es sich dabei um einen Ansatz aus der Peer-Education: Die Schüler erhalten von jungen Leuten (etwa) im gleichen Alter Informationen zur Karriereplanung. Die Teams besuchen auf Einladung kostenfrei die bayerischen Schulen (Haupt-, Realschule und Gymnasium).